# Kaducej
Kaducej (grč. κηρύκειον kērukeion, heraldov/vjesnikov štap) po grčkoj mitologiji je štap oko kojeg su obmotane dvije zmije. Na vrhu štapa nalazi se ogledalo, a ponekad i krila. Pripadao je Hermesu, a srećemo ga i kod drugih heralda (glasnika bogova), npr. kod Iris, glasnika Here i u rimskoj mitologiji kod Merkura, glasnika bogova i boga trgovine. Merkur je prema predanju štap dobio od boga Apolona. Kada je stigao u Arkadiju, video je dve zmije koje se međusobno proždiru, nakon čega je bacio štap između njih nakon čega su one prestale da se bore i pitomo se uvile oko njega. Od tada kaducej predstavlja znak harmonije i mira zbog čega su ga u antičkoj Grčkoj uvek nosile osobe koje su išle da pregovaraju o miru.

## Simbolika

### Trgovina, metal, planeta
Kao simbol, predstavlja grčkog boga Hermesa, odnosno rimskog Merkura. Zbog povezanosti sa ovim bogovima takođe je i simbol trgovine i komunikacije sa bogovima (Hermes i Merkur su između ostalog glasnici bogova i zaštitnici trgovine). U kasnijoj antici biće i simbol planete Merkur kao i istoimenog metala, što je uslovilo upotrebu simbola u astronomiji i alhemiji.

### Pogrešna upotreba u medicini
Zbog svoje sličnosti sa Eskulapovim štapom, kaducej je često greškom uziman kao simbol medicine. Dok je kaducej obmotan sa dvije zmije, oko Eskulapovog štapa nalazi se samo jedna i na njemu ne postoje krila. Iako se pogrešna upotreba ovog simbola može naći još u vrijeme renesanse, najupečatljiviji primjer je korišćenje simbola u amblemu medicinskih trupa američke vojske. U modernim vremenima, često je simbolika svjesno zanemarivana i medicinske ustanove kaducej su koristile umjesto Eskulapovog štapa iz čisto estetskih razloga.

## Mitologija

### Mit o Teresijasu
Jedan grčki mit govori o Teresijasu, koji nailazi na zmije za vrijeme parenja i ubija ženku svojim štapom. Teresijas biva pretvoren u ženu, i ostaće takav sve dok ne na isti način ne ubije zmiju mužjaka nakon sedam godina. Kasnije će štap doći do Hermesa, zajedno sa svojim preobražajnim moćima.

### Mesopotamija
Poreklo ovog prastarog simbola je verovatno u Mesopotamiji, jer je nađen i na peharu kralja Gudee Malgeša iz 2.600 godine p.n.e, ali je njegov pravi izvor možda još stariji. Kao i bakarna zmija koja se pojavljuje u Bibliji, i u Mesopotamiji je kaducej bio simbol boga koji leči sve bolesti. Ovo značenje je dospelo i do starogrčke kulture i održalo se do danas.

### Simbol mira
U drugom mitu, Hermes je na svom putu naišao na dvije zmije u borbi, a svoj štap je upotrijebio da ih razvoji. Tako Hermesov štap, sa dvije zmije dobija status simbola mira.

### Poklon odApolona
Pošto je po rođenju, od svog polubrata Apolona, Hermes ukrao krdo goveda, u znak izvinjenja pokloniće Apolonu liru, napravljenu od kornjačinog oklopa. Za uzvrat, Hermes će na poklon od Apolona dobiti kaducej.
- Eskulapov štap, zbog sličnosti često greškom zamijenjen sa kaducejom
- Amblem medicinskih trupa vojske SAD (Pogrešna upotreba Kaduceja)

## Dodatna literatura
- Walter J. Friedlander (1992). The Golden Wand of Medicine: A History of the Caduceus Symbol in Medicine. ISBN 978-0-313-28023-8.
- Bunn, J. T. (1967). „Origin of the caduceus motif”. JAMA. 202 (7): 615—619. PMID 4863068. doi:10.1001/jama.1967.03130200101018.}-
- , 1979.